# Зельманов Абрам Леонідович
Абрам Леонідович Зельманов (15 травня 1913 — 2 лютого 1987) — радянський астроном.
Народився в Гадячі (нині Полтавська область). У 1937 закінчив Московський університет, в 1941 — аспірантуру Державного астрономічного інституту ім. П. К. Штернберга. З 1942 працював в цьому інституті, з 1947 також викладав в Московському університеті, де читав ряд курсів з теорії відносності, гравітації і космології. Він вперше розробив в 1944 році повноцінні математичні методи для обчислення «спостережних величин» в загальній теорії відносності, т.з. «теорію хронометричних інваріантів» («theory of chronometric invariants»). Використовуючи математичний апарат в 1940-х роках, він заклав основи теорії негомогенного анізотропного всесвіту (universe), де були визначені специфічні види всіх космологічних моделей — сценарії їх еволюцій у часі, які були сумісні з математичного боку з істинно негомогенним та анізотропним Всесвітом (Universe), в рамках теорії Ейнштейна.

## Біографія
Абрам Леонідович Зельманов народився в сім'ї юдейського релігійного вченого, спеціаліста по коментарам Тори та Каббали. В 1937 Зельманов закінчив навчання на механіко-математичному факультеті Московського університету. Після 1937 року він став аспірантом в Астрономічному інституті ім. Штернберга, де він захистив дисертацію в 1944 році. В 1953 році його арестували в зв'язку зі сталінською компанією по боротьбі з «космополітизмом», яка була направлена проти радянських євреїв. Проте зразу ж після смерті Сталіна (через декілька місяців), його звільнили (насправді він був позбавлений роботи майже три роки). Протягом десятків років Зельманов та його паралізовані батьки жили в комунальній однокімнатній квартирі. Тому він був вимушений постійно опікуватися своїми батьками, що дозволило їм дожити до похилого віку, хоч і в злиднях та болячках. Тільки в 1970-х він отримав ізольовану квартиру. Зельманов був одружений тричі. Зельманов все своє зріле життя пропрацював в Астрономічному інституті, аж до смерті зимового дня в лютому 1987 року.

## Наукові досягнення
Зельманов любив відмічати, що йому більше подобається створювати «математичні інструменти», а не використовувати їх на практиці. Можливо тому його основна заслуга в науці була створення математичного апарату для фізично спостережних величин в Загальній теорії відносності, закінчена в 1941—1944 рр, і відома як теорія хронометричних інваріантів (theory of chronometric invariants).
Багато вчених працювали в той час над теорією спостережних величин. Наприклад, Ландау та Ліфшіц, в їхній знаменитій Класичній теорії поля (Classical Theory of Fields) вперше опублікованій в 1941, представили «спостережний час» та «спостережний тривимірний простір», подібний до того, що ввів Зельманов (правда пізніше). Проте останні так і зупинилися на цьому частковому випадку (тому про них знає весь світ, а про Зельманова знають одиниці!). Тільки Зельманов розробив математичні методи для визначення спостережних величин в псевдо-Ріманових просторах, і зібрав до купи всі можливі методи в єдину цілісну теорію. При розробці математичного апарату, він розробив також інші математичні методи, такі як — метод кінематичних інваріантів (kinemetric invariants), а також формалізм монад (monad formalism).
Розв'язуючи рівняння Ейнштейна з математичним апаратом хронометричних інваріантів, Зельманов отримав повну систему всіх космологічних моделей (сценаріїв еволюції Всесвіту), які можливо отримати з цих рівнянь взагалі (!). Слід відзначити, що Зельманов вперше прийшов до висновку, нескінченність також може бути віносною (недаром його батько був юдейським теологом). Пізніше, в 1950-х роках запропонував нескінченний принцип відносності (Infinite Relativity Principle):
Більшість свого часу Зельманов проводив за науковою роботою, проте інколи читав лекції по загальній теорії відносності та релятивістській космології, як науки про геометричну структуру Всесвіту. Оскільки Зельманов присвятив все своє життя справжній науці, тому написання статей було для нього марною тратою часу. Проте він ніколи не цурався проводити тривалий час в дружніх компаніях, де він висловлював свої філософські концепції по геометричній структурі Всесвіту та процесів, зв'язаних з еволюцією людства. В цих дискусіях і був сформульований його відомий Антропний принцип а також Нескінченний принцип відносності.
Його антропний принцип представлений в двох версіях. Перша версія стверджує, що закони розвитку людства залежні від фундаментальних фізичних констант:
Друга версія стверджує, що будь-який спостерігач залежить від властивостей Всесвіту, який він спостерігає в тій же мірі, як сам Всесвіт залежить від нього:
Іншими словами, використовуючи чисто математичні методи загальної теорії відносності, Зельманов показав, що любі форми спостереження своєї форми картини світу із порівняння між своїми результатами спостереження та деякими стандартами, які присутні в лабораторії по своїй суті є стандарти різноманітних об'єктів та їх фізичних властивостей. Таким чином, «світ», який ми бачимо є результат наших спостережень, які в свою чергу залежать від набору фізичних стандартів, які ми маємо, і тому «видимий світ» залежить напряму від наших роздумів про деякі об'єкти та явища.
Будучи надзвичайно вимогливим до себе, Зельманов опублікував всього лише дюжину коротких наукових праць протягом свого життя. Таким чином, кожна публікація являє собою його сконцентровані наукові ідеї. Його книги Хронометричні інваріанти та Лекції по Загальній відносності були опубліковані посмертно.
Зельманов вірив, що все в нашому світі повністю визначається геометрією базового простору-часу, що є згідно з Ейнштейном, сутністю загальної теорії відносності. Зельманов тільки відмітив, що людські почуття залежать від геометрії простору в тій же мірі, як і геометрія простору залежить від людських почуттів та свідомості. Таким чином, Зельманов проклав нові шляхи в підході Ейнштейна, наближаючи чисту математику ближче до людської чутливості та експериментального пізнання оточуючого світу.

## Вибрані публікації
Цей список може бути не повним.
- Zelmanov AL. Chronometric Invariants And Co-Moving Coordinates In The General Relativity Theory. Doklady Akademii Nauk SSSR 107 (6): 815—818 1956. Times Cited: 81.
- Zelmanov AL. Orthometric Form Of Monadic Formalism And Its Relation To Chronometric And Kinemetric Invariants. Doklady Akademii Nauk SSSR 227 (1): 78-81 1976. Times Cited: 28.
- Zelmanov AL. Kinemetric Invariants And Their Relation To Chronometric Invariants Of Einsteins Theory Of Gravity. Doklady Akademii Nauk SSSR 209 (4): 822—825 1973. Times Cited: 20.
- Zelmanov AL. On The Question As To The Infinite Extension Of Space In General Relativity. Doklady Akademii Nauk SSSR 124 (5): 1030—1033 1959. Times Cited: 16.
- Zelmanov AL. The Problem Of The Deformation Of The Co-Moving Space In Einsteins Theory Of Gravitation. Doklady Akademii Nauk SSSR 135 (6): 1367—1370 1960. Times Cited: 6.
- Zelmanov AL. Relativity Of Spatial And Temporal Finiteness And Infiniteness Of World Filled With Matter. Astronomicheskii Zhurnal 54 (6): 1168—1181 1977. Times Cited: 5.
- Zelmanov AL, Kharbedia Li. Necessary Conditions Of Relativity Of Finiteness And Infinity Of Non-Empty Space. Astronomicheskii Zhurnal 55 (1): 186—187 1978. Times Cited: 4.
- Zelmanov AL. Primenenie Soputstvuyushchikh Koordinat V Nerelyativistskoi Mekhanike. Doklady Akademii Nauk SSSR 61 (6): 993—996 1948. Times Cited: 1.
- Zelmanov AL, Khabibov Zr. Chronometrically Invariant Variations In The Einstein Theory Of Gravitation. Doklady Akademii Nauk SSSR 268 (6): 1378—1380 1983. Times Cited: 0.